# Катков, Анатолий Васильевич
Анатолий Васильевич Катков (10 июля 1935, Ленинград — 1 августа 2005, Санкт-Петербург) — советский и российский тромбонист и музыкальный педагог, солист оркестра Ленинградского государственного Академического театра оперы и балета имени С. М. Кирова, Заслуженный артист РСФСР.

## Биография
Анатолий Васильевич Катков родился 10 июля 1935 года в Ленинграде. В 1957 году окончил Ленинградское музыкальное училище им. Римского-Корсакова по классу тромбона у И.Гершковича и В.Байкова. В 1957 году поступил в Ленинградскую консерваторию.
В 1959—1969 артист, в 1969—1991 солист-концертмейстер группы тромбонов симфонического оркестра Ленинградского Академического театра оперы и балета им. Кирова. Выступал под управлением известных дирижёров Б.Хайкина, К.Симеонова, В.Федотова, Ю.Темирканова, В.Гергиева и др. В 1991—1993 солист Санкт-Петербургского симфонического оркестра «Классика». Гастролировал в странах Европы, Японии, Корее, США и Канаде.
В 1993—1998 преподаватель музыкальной школы Дворца творчества Юных, с 1998 — школы искусств им. Мравинского, с 2000 — музыкального училища им. Римского-Корсакова.
Анатолий Васильевич Катков скончался 01 августа 2005 года в Санкт-Петербурге.

## Семья
- Жена — Галина Ковалёва (1932—1995), советская и российская оперная певица (колоратурное сопрано), Народная артистка СССР, солистка Ленинградского государственного Академического театра оперы и балета имени С. М. Кирова.

## Награды и звания
- Заслуженный артист РСФСР (1980)